# Václav Klučka
Václav Klučka (* 20. července 1953) je český politik, v letech 1992 až 1996 a opět pak v letech 2006 až 2017 nejprve poslanec České národní rady a později poslanec Poslanecké sněmovny PČR, bývalý náměstek primátora Opavy, bývalý člen KSČM a stávající člen ČSSD.

## Biografie
Absolvoval Vysokou školu báňskou v Ostravě.
Ve volbách v roce 1992 byl zvolen do České národní rady za koalici Levý blok, kterou tvořila KSČM a menší levicové skupiny (volební obvod Severomoravský kraj). Zasedal ve výboru pro právní ochranu a bezpečnost.
Od vzniku samostatné České republiky v lednu 1993 byla ČNR transformována na Poslaneckou sněmovnu Parlamentu České republiky. Mandát poslance zastával do konce funkčního období parlamentu, tedy do voleb v roce 1996. V průběhu funkčního období parlamentu přešel do strany Levý blok (skupina reformní levice, která po rozpadu koalice Levý blok přijala název této střechové platformy a v parlamentu působila nezávisle na KSČM). V prosinci 1995 byl zvolen do parlamentní dozorčí komise pro kontrolu používání policejní operativní techniky.
V sněmovních volbách roku 1996 neúspěšně kandidoval za Levý blok. V senátních volbách na podzim 1996 se neúspěšně pokoušel o průnik do horní komory parlamentu za senátní obvod č. 68 - Opava. Získal jen 5 % hlasů a nepostoupil do 2. kola. Uváděn je jako nestraník.
Dlouhodobě působil na komunální úrovni. Do zastupitelstva města Opava byl zvolen již v komunálních volbách roku 1990. V komunálních volbách roku 1994 byl zvolen do zastupitelstva města Opava za Levý blok. Opětovně byl do tamního zastupitelstva zvolen v komunálních volbách roku 1998, nyní již za ČSSD. Mandát obhájil v komunálních volbách roku 2002, komunálních volbách roku 2006 a komunálních volbách roku 2010. Profesně se postupně uvádí jako podnikatel, místostarosta, náměstek primátora a poslanec. V letech 1995 a 1998–2006 vykonával funkci náměstka primátora Opavy. Ve volbách v roce 2014 již nekandidoval.
Počátkem 21. století se vrátil i do nejvyššího zákonodárného sboru, nyní již jako člen ČSSD. V sněmovních volbách roku 2006 byl v Moravskoslezském kraji zvolen poslancem a ve volbách roku 2010 a volbách roku 2013 svůj mandát obhájil. Po volbách se stal místopředsedou poslaneckého klubu ČSSD.
Dlouhodobě působil jako předseda městské organizace ČSSD v Opavě. V říjnu 2012 ho ale ve stranických volbách porazil Radim Křupala. Oba byli rivaly již od roku 2010, kdy Křupala odmítl rodící se koalici ČSSD a ODS na opavském magistrátu, kterou favorizoval Klučka. Ve volbách do Poslanecké sněmovny PČR v roce 2017 již nekandidoval.